# Государственный комитет Российской Федерации по оборонным отраслям промышленности
Государственный комитет Российской Федерации по оборонным отраслям промышленности (Госкомоборонпром России) — федеральный орган исполнительной власти в России, существовавший в 1993—1996 годах. Координировал деятельность государственных предприятий военно-промышленного комплекса.

## История
Государственный комитет Российской Федерации по оборонным отраслям промышленности был создан 10 сентября 1993 года на основании закона Российской Федерации № 5709-I путём реорганизации Комитета Российской Федерации по оборонным отраслям промышленности (Роскомоборонпрома), существовавшего с осени 1992 года. Председателем госкомитета 1 октября 1993 года был назначен В. К. Глухих, который и раньше курировал оборонную промышленность — сначала в ранге первого заместителя министра промышленности Российской Федерации, а затем как председатель Роскомоборонпрома.
Постановлением правительства России № 1069 от 23 октября 1993 года была установлена предельная численность центрального аппарата госкомитета (1196 человек), определено, что председатель госкомитета имеет 10 заместителей, включая 1 первого, а также установлена численность коллегии — 25 человек. Также было определено местоположение госкомитета — за ним был закреплён комплекс зданий по адресу Миусская площадь, д. 3, где располагался Роскомоборонпром.
В течение октября 1993 — февраля 1994 года были утверждены в должностях зампреды госкомитета, причём все они, кроме Б. М. Лапшова и В. К. Сенина, ранее работали на аналогичных должностях в Роскомоборонпроме. Ю. А. Глыбин, который в Роскомоборонпроме был первым заместителем председателя, в ноябре 1993 года был переутверждён обычным заместителем, но уже через два месяца вновь стал первым. 12 февраля 1994 года были утверждены члены коллегии Госкомоборонпрома.
В соответствии с установившейся в первой половине 1990-х годов практикой, в госкомитетах существовал институт членов, которыми обычно являлись ключевые работники центрального аппарата, руководители ведущих подведомственных предприятий, а также представители других органов власти, с которыми госкомитет находился в тесном взаимодействии. 6 мая 1994 года была установлена численность членов госкомитета — 57 человек — и утверждён их состав. 9 сентября 1995 года были утверждены новые члены вместо выбывших.
За всё время существования госкомитета положение о нём так и не было утверждено.
23 января 1996 года председателем Госкомоборонпрома вместо В. К. Глухих был назначен учёный-химик З. П. Пак, который до этого был генеральным директором — генеральным конструктором Федерального центра двойных технологий «Союз».
Указом президента России № 686 от 8 мая 1996 Госкомоборонпром России был преобразован в Министерство Российской Федерации по оборонным отраслям промышленности (Миноборонпром России), во главе которого остался З. Пак. Миноборонпром просуществовал чуть менее года: в марте 1997 г. он был упразднён, подведомственные предприятия были переданы в подчинение Минэкономики России и Госкомсвязи России.

## Руководство Госкомоборонпрома России

### Председатель
- Глухих, Виктор Константинович (1 октября 1993 — 23 января 1996)
- Пак, Зиновий Петрович (23 января 1996 — 8 мая 1996)

### Первые заместители председателя
- Глыбин Юрий Алексеевич (12 февраля 1994 — 8 июня 1996)

### Заместители
- Братухин Анатолий Геннадьевич (17 декабря 1993—1996)
- Воронин Геннадий Петрович (12 октября 1993 — 13 ноября 1996)
- Глыбин Юрий Алексеевич (19 ноября 1993 — 12 февраля 1994)
- Козлов Юрий Александрович (12 октября 1993—1996)
- Лапшов Борис Михайлович (3 ноября 1993—1996)
- Новиков Сергей Константинович (12 октября 1993 — 8 июня 1996)
- Родионов Александр Алексеевич (3 декабря 1993 — ?23 апреля 1997)
- Сенин Виктор Константинович (19 ноября 1993 — 7 декабря 1996)
- Стародуб Юрий Николаевич (12 февраля 1994 — 8 июня 1996)
- Янпольский Геннадий Георгиевич (12 октября 1993 — 17 октября 1996)

### Члены коллегии
- Агафонов, Константин Васильевич (12 февраля 1994 — май 1996)
- Андреев, Анатолий Сергеевич (12 февраля 1994 — май 1996)
- Везиров, Виталий Ниязович (12 февраля 1994 — май 1996)
- Долгов, Виталий Александрович (12 февраля 1994 — 8 мая 1996)
- Дьяков, Юрий Николаевич (12 февраля 1994 — май 1996)
- Ефимов, Олег Павлович (12 февраля 1994 — май 1996)
- Калабин, Виктор Борисович (12 февраля 1994 — 8 января 1996)
- Новикова, Елена Константиновна (12 февраля 1994 — май 1996)
- Новожилов, Генрих Васильевич (12 февраля 1994 — май 1996)
- Семёнов, Юрий Павлович (12 февраля 1994 — 23 октября 1995)
- Созинов, Виталий Константинович (12 февраля 1994 — май 1996)
- Хохлов, Виталий Иванович (12 февраля 1994 — май 1996)

### Члены госкомитета
| ФИО                                                      | Должность на момент включения в состав комитета                                                                 |
| -------------------------------------------------------- | --- |
| Адамишин Анатолий Леонидович (до 9 сентября 1995 г.)     | первый заместитель министра иностранных дел Российской Федерации                                                |
| Астахов Андрей Андреевич                                 | заместитель министра финансов Российской Федерации                                                              |
| Афонин Серафим Захарович                                 | председатель Комитета Российской Федерации по металлургии                                                       |
| Бадалов Юрий Иванович                                    | генеральный директор концерна «Антей»                                                                           |
| Березин Виктор Фёдорович                                 | заместитель министра транспорта Российской Федерации                                                            |
| Баташов Альберт Фёдорович                                | генеральный директор НТК «Техника»                                                                              |
| Братухин Анатолий Геннадьевич                            | заместитель председателя Госкомоборонпрома России                                                               |
| Брежнев Александр Иванович (с 9 сентября 1995 г.)        | директор Департамента промышленности администрации Тульской области                                             |
| Быков Андрей Петрович                                    | заместитель директора Федеральной службы контрразведки Российской Федерации                                     |
| Веретенников Владимир Викторович                         | заместитель главы администрации Владимирской области                                                            |
| Воронин Геннадий Петрович                                | заместитель председателя Госкомоборонпрома России                                                               |
| Глухих Виктор Константинович                             | председатель Госкомоборонпрома России                                                                           |
| Глыбин Юрий Алексеевич                                   | первый заместитель председателя Госкомоборонпрома России                                                        |
| Евтушенко Александр Евдокимович                          | первый заместитель министра топлива и энергетики Российской Федерации                                           |
| Задорожный Василий Иосифович                             | заместитель председателя Правительства Свердловской области                                                     |
| Калин Александр Александрович                            | заместитель председателя Государственного комитета Российской Федерации по промышленной политике                |
| Карастин Владимир Георгиевич (с 9 сентября 1995 г.)      | заместитель министра внешних экономических связей Российской Федерации                                          |
| Киселёв Анатолий Иванович                                | генеральный директор Государственного космического научно-производственного центра им. М. В. Хруничева          |
| Ковин Анатолий Николаевич                                | заместитель председателя Совета министров Удмуртской Республики                                                 |
| Козлов Юрий Александрович                                | заместитель председателя Госкомоборонпрома России                                                               |
| Кокошин Андрей Афанасьевич                               | первый заместитель министра обороны Российской Федерации                                                        |
| Колосов Валерий Фёдорович                                | первый заместитель министра труда Российской Федерации                                                          |
| Коптев Юрий Николаевич                                   | генеральный директор Российского космического агентства                                                         |
| Королёв Александр Николаевич                             | генеральный директор ГНПП «Исток»                                                                               |
| Крупнов Александр Евгеньевич                             | первый заместитель министра связи Российской Федерации                                                          |
| Кузьмицкий Александр Александрович                       | заместитель министра науки и технической политики Российской Федерации                                          |
| Лавёров Николай Павлович                                 | вице-президент Российской академии наук                                                                         |
| Лапшов Борис Михайлович                                  | заместитель председателя Госкомоборонпрома России                                                               |
| Матвеев Юрий Фёдорович                                   | первый заместитель главы администрации Хабаровского края                                                        |
| Матеров Иван Сергеевич (до 9 сентября 1995 г.)           | первый заместитель Министра внешних экономических связей Российской Федерации                                   |
| Митин Валентин Михайлович                                | директор машиностроительного завода «Штамп» имени Б. Л. Ванникова                                               |
| Михайлов Валерий Александрович (до 9 сентября 1995 г.)   | первый заместитель Министра экономики Российской Федерации                                                      |
| Мозгалёв Вячеслав Фёдорович (с 9 сентября 1995 г.)       | начальника Сводного департамента государственного оборонного заказа Министерства экономики Российской Федерации |
| Новиков Сергей Константинович                            | заместитель председателя Госкомоборонпрома России                                                               |
| Пасько Виктор Павлович                                   | генеральный директор ММЗ «Авангард»                                                                             |
| Пашаев Давид Гусейнович                                  | генеральный директор ПО «Северное машиностроительное предприятие»                                               |
| Родионов Александр Алексеевич                            | заместитель председателя Госкомоборонпрома России                                                               |
| Селезнёв Игорь Сергеевич                                 | генеральный конструктор МКБ «Радуга»                                                                            |
| Семёнычев Валерий Константинович (до 9 сентября 1995 г.) | заместитель главы администрации Самарской области                                                               |
| Сенин Виктор Константинович                              | заместитель председателя Госкомоборонпрома России                                                               |
| Сергеев Дмитрий Васильевич (до 9 сентября 1995 г.)       | первый заместитель мэра Санкт-Петербурга                                                                        |
| Скляров Иван Петрович                                    | первый заместитель главы администрации Нижегородской области                                                    |
| Стародуб Юрий Николаевич                                 | заместитель председателя Госкомоборонпрома России                                                               |
| Страшко Владимир Петрович                                | заместитель Министра внутренних дел Российской Федерации                                                        |
| Туманов Александр Васильевич                             | начальник Федерального управления специального строительства при Правительстве Российской Федерации             |
| Тычков Юрий Игоревич                                     | заместитель Министра Российской Федерации по атомной энергии                                                    |
| Яламов Эдуард Спиридонович                               | генеральный директор ПО «Уральский оптико-механический завод»                                                   |
| Янпольский Геннадий Георгиевич                           | заместитель председателя Госкомоборонпрома России                                                               |